# فرودگاه جلال‌آباد (قرقیزستان)
فرودگاه جلال‌آباد (به قرقیزی: Жалал-Абад аэропорту) (به روسی: Джалал-Абадский аэропорт) (یاتا: none (ДЖБ)، ایکائو: UAFJ) یک فرودگاه در جلال‌آباد، مرکز استان استان جلال‌آباد کشور قرقیزستان است که یک باند از جنس آسفالت دارد.

## شرکت‌های هواپیمایی و مقصدهای پروازی
| شرکت‌های هواپیمایی                   | مقصدهای پروازی                                                                 |
| ----------------------------------- | ------------------------------------------------------------------------------ |
| اویا ترافیک کمپانی اجرا توسط TezJet | فرودگاه بین‌المللی مناس                                                         |
| TezJet                              | فرودگاه بین‌المللی مناس، فصلی: فرودگاه تامچی (تابستان), فصلی: Kazarman (زمستان) |